# Borsäureanomalie
Die Borsäureanomalie ist ein Begriff aus der Chemie der Gläser bzw. der Glaserzeugung. Sie beschreibt den Wechsel von Borionen im Glasnetzwerk, das Bortrioxid (B2O3) enthält, von einer dreifachen Koordination zu einer vierfachen und zurück. Damit sind erhebliche Eigenschaftsveränderungen der Boratgläser sowie der borhaltigen Gläser (z. B. Borosilikatgläser) verbunden, die auf der Umwandlung der eher flächigen, gering vernetzten Bortrioxidstruktur nach Zumischung von Alkalioxiden zu stabileren, stärker dreidimensional vernetzten Alkaliboraten beruhen.

## Ursachen und Ablauf der Borsäureanomalie
In einem reinen Boratglas, welches zu 100 % aus B2O3 besteht, liegt als Grundelement des Glasnetzwerkes eine trigonal-aplanare bzw. pyramidale [BO3]3−-Gruppe vor. Das heißt, jedes Borion ist von drei Sauerstoffionen umgeben, welche sich dreieckförmig um das Borion herum anordnen. Das Borion ragt dabei aus der Ebene der Sauerstoffionen heraus. Diese Dreiecke sind, durch den sogenannten brückenbildenden Sauerstoff, über ihre Ecken mit anderen Dreiecken verbunden und bilden somit das Glasnetzwerk.
Im Gegensatz zu einem Glasnetzwerk, welches auf SiO2 basiert, liegen in einem Boratglas hauptsächlich zweidimensionale Vernetzungen vor; außerdem ist jede Elementarzelle nur mit drei benachbarten Elementarzellen verbunden. Trotz einer höheren Dietzelschen Feldstärke (benannt nach Adolf Dietzel (1902–1993)) eines Borions verglichen mit einem Siliziumion erklärt sich somit die relativ geringe Schmelztemperatur reiner Boratgläser.
Die Zugabe von Netzwerkwandlern (z. B. Na2O) zu einem reinen Boratglas bewirkt zunächst nicht die erwartete Trennstellenbildung nach dem nachfolgenden vereinfachten Schema, wie sie von silikatischen Gläsern bekannt ist.
{\displaystyle \mathrm {=} B-O-B=+Na_{2}O\longrightarrow =B-O-Na+Na-O-B=}
Vielmehr bewirkt die Anwesenheit des Natriumions einen Koordinationswechsel des Borions zu einer vierfachen räumlichen Koordination – es bilden sich [BO4]5−-Gruppen. Dadurch erhöht sich der Vernetzungsgrad innerhalb des Glasnetzwerkes. Mit steigender Alkalienzugabe steigt die Anzahl der Borionen, welche sich in der vierfachen Koordination befinden. Erst ab Alkaliengehalten über 14 und bis 22 mol-% bewirkt die weitere Alkalienzugabe scheinbar die erwartete Trennstellenbildung nach oben genannter Gleichung und der Vernetzungsgrad innerhalb der Glasstruktur nimmt wieder ab.
Neben dem Alkaliengehalt hat auch die Temperatur einen Einfluss auf die Borsäureanomalie. Mit steigender Temperatur nimmt die Anzahl der Borionen, welche vierfach koordiniert sind, stetig ab, bis bei circa 1000 °C keine vierfach koordinierten Borionen mehr vorliegen. Daraus ist ersichtlich, dass die Bortetraederbildung erst unterhalb von 1000 °C stattfindet.

## Wirkung der Borsäureanomalie
Die zunehmende Vernetzung der Alkali-Boratgläser bewirkt unterschiedlichste Eigenschaftsveränderungen. So weisen Gläser, in denen die Borsäureanomalie auftritt, für eine konstante (tiefe) Temperatur Viskositätsmaxima im Zusammensetzungsbereich um ca. 16 mol-% Na2O auf. Gleichzeitig tritt dabei ein für dieses Glassystem minimaler thermischer Ausdehnungskoeffizient auf. Dieser Effekt ist einer der Gründe für die geringen Ausdehnungskoeffizienten der als Laborglas eingesetzten Borosilikatgläser. Weiterhin hat die Borsäureanomalie Auswirkung auf die Dichte, Ritzhärte und die chemische Beständigkeit der Gläser.

## Mikrostrukturuntersuchungen zur Klärung der Borsäureanomalie
Neuere Untersuchungen mittels Röntgenographie zeigten, dass die maximale Anzahl an BO4-Tetraedern erst bei ca. 30 mol-% Na2O vorliegen. Dieser Umstand steht im Widerspruch zu den beobachteten Eigenschaftsmaxima bzw. -minima, welche alle bei ca. 16 mol-% Na2O liegen. Ab ca. 16 mol- % Na2O ordnen sich die BO4-Tetraeder nicht mehr als Boroxol-Gruppen im Netzwerk an, sondern bilden bevorzugt Tri- und Pentaboratringe. Diese Boratringe sind deutlich weitmaschiger als die zuvor vorliegende Struktur. Zwar nimmt dabei die Anzahl der räumlichen Vernetzungen bis zu einen Natriumoxidanteil von ca. 30 mol-% kontinuierlich zu, jedoch nimmt gleichzeitig die Anzahl an Bindungen pro Volumeneinheit immer mehr ab. Dieser Prozess setzt sich bis ca. 30 mol-% Na2O fort, wo dann etwa die Hälfte des Bors in einer vierfach vernetzten Form vorliegt. Bei steigendem Na2O-Gehalt nimmt die Menge an planaren BO3-Gruppen wieder zu.